# De gröna slaktarna
De gröna slaktarna är en dansk film från 2003 i regi av Anders Thomas Jensen.

## Handling
Bjarne och Svend arbetar i en slakteributik som drivs av den otacksamme Holger. En dag tröttnar de och bestämmer sig för att starta eget. Till en början går affärerna trögt, men en elektrikerrelaterad olycka i frysrummet leder till en oanad succé.

## Om Filmen
De gröna slaktarna sågs av 262 000 på bio i Danmark, vilket gör det till den trettonde mest sedda filmen i perioden 2002-2003
Filmen var nominerad till åtta Robertpriser, och vann för Best Make-up.

## Rollista (i urval)
- Mads Mikkelsen - Svend
- Nikolaj Lie Kaas - Bjarne/Eigil
- Line Kruse - Astrid
- Ole Thestrup - Holger
- Nicolas Bro - Hus Hans
- Bodil Jørgensen - Tina